# Charmon cruentatus
Charmon cruentatus är en stekelart som beskrevs av Alexander Henry Haliday 1833. Charmon cruentatus ingår i släktet Charmon och familjen bracksteklar. Enligt den finländska rödlistan är arten otillräckligt studerad i Finland. Arten är reproducerande i Sverige. Artens livsmiljö är lundskogar. Inga underarter finns listade i Catalogue of Life.